# Bistum Mao-Monte Cristi
Das Bistum Mao-Monte Cristi (lat.: Dioecesis Maoënsis-Montis Christi, span.: Diócesis de Mao-Monte Cristi) ist eine in der Dominikanischen Republik gelegene römisch-katholische Diözese mit Sitz in Mao.

## Geschichte
Das Bistum wurde am 16. Januar 1978 durch Papst Paul VI. mit der Päpstlichen Bulle Studiosi instar aus Gebietsabtretungen des Bistums Santiago de los Caballeros errichtet und dem Erzbistum Santo Domingo als Suffraganbistum unterstellt. Am 14. Februar 1994 wurde das Bistum Mao-Monte Cristi dem Erzbistum Santiago de los Caballeros als Suffraganbistum unterstellt.

## Bischöfe von Mao-Monte Cristi
- Jerónimo Tomás Abreu Herrera, 1978–2006
- Diómedes Antonio Espinal de León, seit 2006